# Esonborg (schip, 2018)
De Esonborg is een veerboot die vaart op het traject Lauwersoog-Schiermonnikoog. 
Het schip is in 2018 afgebouwd op de scheepswerf van de gebroeders Van Enkhuizen in Makkum in opdracht van Wagenborg PassagiersDiensten. 
Het verzorgde onder de naam Fostaborg vanaf 28 maart 2018 een sneldienst tussen Holwerd en Ameland. De Fostaborg deed 20 minuten over dit traject. De gewone veerdienst doet er een half uur langer over. 